# Arte della Mercanzia (Siena)
L'Arte della Mercanzia era la corporazione dei Mercanti cittadini della Repubblica di Siena.

## Storia
La nascita come associazione degli imprenditori senesi avviene durante il XII secolo, con le trasformazioni in atto a Siena, passata dal potere dei Vescovi alla formazione del Libero Comune nel 1125.
Con la crescita della potenza commerciale e finanziaria senese, l'espandersi dei suoi commerci attraverso le piazze e fiere in tutta Europa durante tutta la prima parte del XIII secolo il suo potere all'interno del tessuto politico e sociale cittadino andò a crescere.
Fu però con la caduta del ghibellino Governo dei Ventiquattro e l'istaurazione del guelfo Governo dei Nove (1287), dai quali ottennero grandi privilegi, che il loro potere divenne fortissimo.
La Mercanzia era comunque un ente autonomo dal Comune di Siena, con una sua sede (dal 1310) situata proprio di fronte al Palazzo Pubblico, che indicava anche idealmente il dialogo che doveva intercorrere tra i due soggetti, in modo che le decisioni prese potessero essere proficue per tutta la città in tutti i suoi aspetti.
Erano delegati infatti alla Mercanzia la gestione dei pesi e delle misure ufficiali dello Stato, della pratica della rappresaglia verso altre città e della giustizia attinente alle questioni commerciali. Quest'ultima era particolarmente importante in quanto necessaria per evitare appunto situazioni che, nel diritto internazionale del tempo, potevano sfociare nella rappresaglia e quindi in atti lesivi per la buona condotta degli affari.
La Mercanzia disponeva inoltre di proprie carceri, dedicate appunto ai reati connessi al settore economico, come ad esempio coloro che risultavano incapaci di solvere i debiti. Sebbene oggi possa risultare strano che un organo non facente parte dello Stato possa amministrare giustizia ed istituti di pena, era invece normale per i Comuni medievali la delega ad enti preposti di svolgere (senza alcun tipo di profitto, beninteso) attività di questo genere: allo stesso modo, nella stessa Repubblica di Siena, era presente un tribunale e delle carceri utilizzate dal Vescovo per l'amministrazione della giustizia riguardante uomini o fatti religiosi (da non confondere con il Tribunale dell'Inquisizione).
Col passare del tempo i privilegi di cui godette la corporazione furono incontrastati.
Dopo l'esplodere della Grande Peste del 1348, ai magistrati dell'Arte dei Mercanti venne concesso il potere di stabilire ed imporre controlli sui prezzi e sui salari degli artigiani, con decisione autonoma riguardo l'imposizione di tariffe e multe, venne inoltre concesso un ruolo dominante nell'amministrazione della Zecca: i Consoli della Mercanzia nominavano ogni semestre i due Ufficiali del Bolgano e determinavano persino il tasso di cambio legale tra il forino d'oro e le monete senesi.
È da questo periodo che il Palazzo della Mercanzia venne più volte modificato, ampliato ed abbellito, fino alla costruzione della Loggia della Mercanzia sul lato della Croce del Travaglio, opposto a Piazza del Campo.
Con la fine dell'epoca medievale e, soprattutto, la fine della Repubblica di Siena, la Mercanzia andò perdendo il suo potere. Nel 1764 la sede venne venduta al Circolo degli Uniti, mentre nel decennio successivo vennero soppresse le Arti 1777 e poi abolita definitivamente la magistratura (1780) dal Granducato di Toscana all'interno della cornice delle grandi riforme leopoldine.

## Consiglio dei trentasei Mercanti
Il Consiglio dei trentasei Mercanti era un collegio composto da trentasei membri della Mercanzia. Fu una delle magistrature più importanti della città di Siena, specialmente durante il governo dei Nove.

## Le Arti
Le Arti rappresentate dalla corporazione furono:
- Notai
- Setaioli
- Cuoiari
- Calzolai
- Banchieri
- Pittori
- Fabbri
- Orafi
- Fornai
- Vasai
- Tintori
- Falegnami
- Speziali
- Tessitori
- Maestri di Pietra
- Battilana[3]